# The Looney Tunes Show
The Looney Tunes Show ist eine US-amerikanische Zeichentrickserie, die von Warner Bros. Animation produziert wurde und erstmals von 2011 bis 2013 im Fernsehen zu sehen war. Die Serie basiert auf den Kurzfilmen der Looney-Tunes- und Merrie-Melodies-Reihen und ist nach Tiny Toon Abenteuer und Baby Looney Tunes ein weiterer Serienableger des Franchises. Der Direct-to-Videofilm Looney Tunes – Hasenjagd ist ein Ableger der Serie.

## Inhalt
Die Serie dreht sich um Bugs Bunny und Daffy Duck, die gemeinsam ein Haus in einem Vorort von Los Angeles bewohnen. Weitere Figuren sind Lola Bunny, Tina Russo, Schweinchen Dick, Speedy Gonzales, Yosemite Sam, Taz, Sylvester, Tweety, Marvin der Marsmensch, Foghorn Leghorn, Elmer Fudd, Pepé le Pew, Granny, die Goofy Gophers (Mac und Tosh), Witch Lezah und ihr Sohn Gossamer, Pete Puma sowie weitere Charaktere der Looney-Tunes- und Merrie-Melodies-Kurzfilme. Zusammen mit diesen erleben Bugs und Daffy viele Abenteuer, die immer wieder im Chaos enden.
In der ersten Staffel wird am Ende fast jeder Folge ein CGI-animierter Kurzfilm mit Road Runner und Wile E. Coyote gezeigt. Zudem werden, innerhalb der einzelnen Folgen und über die gesamte Serie hinweg, immer wieder neue Merrie-Melodies-Kurzfilme gezeigt, die als Musikvideos gehalten sind.

## Figuren
| Figur                 | Originalsprecher                                      | Deutscher Sprecher                |
| --------------------- | ----------------------------------------------------- | --------------------------------- |
| Bugs Bunny            | Jeff Bergman                                          | Sven Plate                        |
| Daffy Duck            | Jeff Bergman                                          | Gerald Schaale                    |
| Sylvester             | Jeff Bergman                                          | Michael Pan                       |
| Tweety                | Jeff Bergman                                          | Tanja Geke                        |
| Foghorn Leghorn       | Jeff Bergman Damon Jones (Gesang)                     | Horst Lampe                       |
| Lola Bunny            | Kristen Wiig                                          | Ilona Brokowski                   |
| Tina Russo            | Jennifer Esposito (S1) Annie Mumolo (S2)              | Tanya Kahana                      |
| Schweinchen Dick      | Bob Bergen                                            | Santiago Ziesmer                  |
| Speedy Gonzales       | Fred Armisen Mike Smith (Gesang) Damon Jones (Gesang) | Stefan Krause                     |
| Yosemite Sam          | Maurice LaMarche                                      | Tilo Schmitz                      |
| Marvin der Marsmensch | Eric Bauza Damon Jones (Gesang)                       | Tom Deininger                     |
| Elmer Fudd            | Billy West                                            | Hans-Jürgen Wolf                  |
| Pepé le Pew           | René Auberjonois Jeff Bergman                         | Stefan Gossler                    |
| Emma „Granny“ Webster | June Foray Stephanie Courtney (jung)                  | Luise Lunow Silvia Mißbach (jung) |
| Mac Gopher            | Rob Paulsen                                           | Hans Hohlbein                     |
| Tosh Gopher           | Jess Harnell                                          | Rainer Fritzsche                  |
| Witch Lezah           | Roz Ryan                                              | Sabine Winterfeldt                |
| Gossamer              | Kwesi Boakye                                          | Ben Hadad                         |
| Pete Puma             | John Kassir                                           | Joachim Kaps                      |

Bugs BunnyBugs ist ein sehr selbstbewusster und schlauer Hase. Sein bester Freund ist sein Mitbewohner Daffy Duck. Außerdem ist er mit der hübschen Lola Bunny liiert, die immer wissen will, wo Bugs sich gerade aufhält und was er macht. Er hat zudem eine Schwäche für Kaffee.
Daffy DuckDaffy ist eine egozentrische und sehr komplizierte Ente. Er hat eine starke Persönlichkeit. Trotz seines Verhaltens hat er viele Freunde wie zum Beispiel Bugs Bunny, der sein Mitbewohner ist und Schweinchen Dick, der ihn während ihrer gemeinsamen High-School-Zeiten mobbte. Seine Freundin ist Tina Russo. Es wird auch gezeigt, dass er eine schwierige Vergangenheit hat.
Lola BunnyLola ist mit Bugs Bunny in einer Beziehung. Sie hat eine romantische Persönlichkeit und ist sehr gesprächig.
 Tina RussoTina ist eine verantwortungsvolle und temperamentvolle Ente, die mit Daffy Duck zusammen ist. Sie ist Junior Assistant Managerin bei Copy Place. Obwohl Daffy und sie sehr unterschiedlich sind, mögen sie sich.
Schweinchen DickSchweinchen Dick, auch Dickie genannt, ist ein naives, stotterndes und witziges Schweinchen. Außerdem ist er mit Bugs Bunny und Daffy Duck, seinem früheren Mobbing-Opfer, befreundet. Auf der High-School war er der beliebteste Schüler auf dem Campus, aber als er erwachsen wurde, verließ ihn seine Popularität.
Speedy GonzalesSpeedy ist „die schnellste Maus von Mexiko“ und lebt in einem Mäuseloch in Bugs und Daffys Haus. Er spricht mit einem sehr starken mexikanischen Akzent, da er ursprünglich aus Tacapulco, einer Anspielung auf die Stadt Acapulco, stammt. Außerdem ist er der Besitzer der Pizzeria Pizzarriba, einer der beliebtesten Treffpunkte der Stadt; hier gibt er zudem Tanzstunden. Aufgrund seiner besonnenen, freundlichen und direkten Art hat er viele Freunde.
Samuel Rosenbaum/Yosemite SamSam wohnt nebenan von Bugs Bunny und Daffy Duck. Er ist ein Lügner und Betrüger und versucht immer wieder Bugs und Daffy zu verärgern.
TazTaz ist ein ungestümer tasmanischer Teufel mit stets großem Appetit, der von Bugs Bunny als Hund gehalten wird.
Kater SylvesterSylvester ist der Kater von Granny und hat stets den Drang, deren Kanarienvogel Tweety hinterherzujagen und zu fressen, was ihm jedoch nie gelingt.
TweetyTweety ist Grannys Kanarienvogel und sehr intelligent. Er wird ständig von Kater Sylvester gejagt, entwischt ihm aber immer wieder.
Elmer FuddElmer Fudd ist Nachrichtenreporter sowie der Moderator der Show Tit for Tat.
GrannyGranny ist eine nette alte Dame (Oma) und wohnt mit ihrem Kater Sylvester und ihrem Kanarienvogel Tweety in derselben Straße wie Bugs Bunny und Daffy Duck.
Goofy GophersMac und Tosh sind zwei Taschenratten, die ohne einander nicht leben können und ein Antiquitätengeschäft betreiben.

## Ausstrahlung
| Staffel | Ep. # | Ausstrahlung (USA) Cartoon Network | Ausstrahlung (DE)                         |
| ------- | ----- | ---------------------------------- | ----------------------------------------- |
| 1       | 26    | 3. Mai 2011 – 7. Feb. 2012         | 3. März 2012 – 25. Aug. 2012 (Kabel eins) |
| 2       | 26    | 2. Okt. 2012 – 31. Aug. 2014       | 10. Feb. 2014 – 17. März 2014 (Boomerang) |

In den USA wurde die erste Staffel vom 3. Mai 2011 bis zum 7. Februar 2012 beim US-Kabelsender Cartoon Network erstausgestrahlt. Die Erstausstrahlung der zweiten Staffel begann am 2. Oktober 2012 auf demselben Sender. Die letzte Folge wurde lange Zeit nicht auf CN ausgestrahlt, jedoch auf anderen internationalen Sendern wie auf dem australischen Sender GO! am 2. November 2013 und dem kanadischen Teletoon am 3. November 2013. In Deutschland wurde die erste Staffel erstmals vom 3. März 2012 bis zum 25. August 2012 jeden Samstag auf Kabel eins gesendet. Die zweite Staffel startete am 10. Februar 2014 auf dem Pay-TV-Sender Boomerang und wurde werktags bis zum 17. März 2014 erstausgestrahlt.

### Episodenliste
| Nummer (gesamt) | Nummer (Staffel) | Originaltitel             | Deutscher Titel                              | Erstausstrahlung (Cartoon Network) | Erstausstrahlung (Kabel eins) | Kurzfilme |
| 01              | 01               | Best Friends              | Beste Freunde                                | 3. Mai 2011                        | 3. März 2012                  | Merrie Melodies: Grilled Cheese von Elmer Fudd |
| 02              | 02               | Members Only              | Nur für Mitglieder                           | 10. Mai 2011                       | 17. März 2012                 | Merrie Melodies: I’m a Martian von Marvin der Marsmensch Road-Runner-und-Wile-E.-Coyote-Kurzfilm: Bubble Trouble                                                                                       |
| 03              | 03               | Jailbird and Jailbunny    | Einmal Knacki immer Knacki                   | 17. Mai 2011                       | 10. März 2012                 | Merrie Melodies: Blow My Stack von Yosemite Sam |
| 04              | 04               | Fish and Visitors         | Der ungebetene Gast                          | 24. Mai 2011                       | 24. März 2012                 | Merrie Melodies: Chickenhawk von Henery Hawk und Foghorn Leghorn mit Barnyard Dawg |
| 05              | 05               | Monster Talent            | Das Monstertalent                            | 31. Mai 2011                       | 31. März 2012                 | Road-Runner-und-Wile-E.-Coyote-Kurzfilm: A Zipline in the Sand |
| 06              | 06               | Reunion                   | Klassentreffen                               | 7. Juni 2011                       | 7. April 2012                 | Merrie Melodies: Cock of the Walk von Foghorn Leghorn Road-Runner-und-Wile-E.-Coyote-Kurzfilm: Fee Fi Fo Dumb                                                                                          |
| 07              | 07               | Casa de Calma             | Haus der Ruhe                                | 14. Juni 2011                      | 28. April 2012                | Merrie Melodies: Queso Bandito von Speedy Gonzales Road-Runner-und-Wile-E.-Coyote-Kurzfilm: Mast- und Schotbruch (OT: Sail Fail)                                                                       |
| 08              | 08               | Devil Dog                 | Der Teufelshund                              | 21. Juni 2011                      | 14. April 2012                | Road-Runner-und-Wile-E.-Coyote-Kurzfilm: Unsafe at Any Speed |
| 09              | 09               | The Foghorn Leghorn Story | Kein Hahn im Korb!                           | 28. Juni 2011                      | 21. April 2012                | Road-Runner-und-Wile-E.-Coyote-Kurzfilm: Lautlos aber tödlich (OT: Silent But Deadly) |
| 10              | 10               | Eligible Bachelors        | Begehrte Junggesellen                        | 5. Juli 2011                       | 5. Mai 2012                   | Road-Runner-und-Wile-E.-Coyote-Kurzfilm: Winter Blunderland |
| 11              | 11               | Peel of Fortune           | Wie gewonnen, so zerronnen                   | 12. Juli 2011                      | 12. Mai 2012                  | Merrie Melodies: Wir sind verliebt (OT: We Are in Love) von Bugs Bunny und Lola Bunny Road-Runner-und-Wile-E.-Coyote-Kurzfilm: Schwermetall (OT: Heavy Metal)                                          |
| 12              | 12               | Double Date               | Daffy und Tina                               | 19. Juli 2011                      | 19. Mai 2012                  | Merrie Melodies: Höflichkeit (OT: Be Polite) von Mac und Tosh mit Marvin der Marsmensch Road-Runner-und-Wile-E.-Coyote-Kurzfilm: Sisyphus und viel Verdruss (OT: Wile E. Sisyphus)                     |
| 13              | 13               | To Bowl or Not to Bowl    | Bowlen oder nicht Bowlen                     | 26. Juli 2011                      | 2. Juni 2012                  | Merrie Melodies: Gelber Vogel (OT: Yellow Bird), Originalgesang von Holland Greco, mit Sylvester und Tweety Road-Runner-und-Wile-E.-Coyote-Kurzfilm: Teufelskreise (OT: Vicious Cycles)                |
| 14              | 14               | Newspaper Thief           | Der Zeitungsdieb                             | 23. August 2011                    | 26. Mai 2012                  | Merrie Melodies: Tasmanische Brenn-Kernschmelze (OT: Tasmanian Meltdown), Originalgesang von Damon Jones, mit Taz Road-Runner-und-Wile-E.-Coyote-Kurzfilm: Nur noch 60 Parsec (OT: Gone in 60 Parsecs) |
| 15              | 15               | Bugs & Daffy Get a Job    | Bugs und Daffy besorgen sich einen neuen Job | 30. August 2011                    | 9. Juni 2012                  | Road-Runner-und-Wile-E.-Coyote-Kurzfilm: Harter Brückenschlag (OT: Heartbreak Bridge) |
| 16              | 16               | That’s My Baby            | Mutterglück und Dummchen Dick                | 6. September 2011                  | 16. Juni 2012                 | Merrie Melodies: Stinktier Funk (OT: Skunk Funk) von Pepé le Pew Road-Runner-und-Wile-E.-Coyote-Kurzfilm: Warnung! Tarnung! (OT: Camo-Coyote)                                                          |
| 17              | 17               | Sunday Night Slice        | Und ewig lockt die Pizza                     | 13. September 2011                 | 23. Juni 2012                 | Merrie Melodies: Daffy Duck, der Zauberer (OT: Daffy Duck the Wizard), Originalgesang von Damon Jones, mit Daffy Duck Road-Runner-und-Wile-E.-Coyote-Kurzfilm: Der Bruchpilot (OT: Go Fly a Coyote)    |
| 18              | 18               | The DMV                   | Keine Pappe – Große Klappe                   | 20. September 2011                 | 30. Juni 2012                 | Road-Runner-und-Wile-E.-Coyote-Kurzfilm: Verrückte Fernbedienung (OT: Remote Out of Control) |
| 19              | 19               | Off Duty Cop              | Spargelzeit                                  | 25. Oktober 2011                   | 7. Juli 2012                  | Road-Runner-und-Wile-E.-Coyote-Kurzfilm: Gegen die Steilwand (OT: Butte E. Fall) |
| 20              | 20               | Working Duck              | Blaubeer-Muffins                             | 1. November 2011                   | 14. Juli 2012                 | Merrie Melodies: Pizzarriba von Speedy Gonzales Road-Runner-und-Wile-E.-Coyote-Kurzfilm: Der abgedunkelte Ritter (OT: Another Bat Idea)                                                                |
| 21              | 21               | French Fries              | Bringen Scherben Glück?                      | 8. November 2011                   | 21. Juli 2012                 | Merrie Melodies: Tag der Präsidenten (OT: Presidents’ Day) von Lola Bunny |
| 22              | 22               | Beauty School             | Um Haaresbreite                              | 15. November 2011                  | 28. Juli 2012                 | Merrie Melodies: Du bist verliebt (OT: Giant Robot Love) von Daffy Duck mit Schweinchen Dick |
| 23              | 23               | The Float                 | Wer solche Freunde hat                       | 22. November 2011                  | 4. August 2012                | Merrie Melodies: Freundschaft (OT: You Like / I Like) von Mac und Tosh |
| 24              | 24               | The Shelf                 | Alles hat seinen Preis                       | 24. Januar 2012                    | 11. August 2012               | Merrie Melodies: Chintzy von Daffy Duck mit Schweinchen Dick Road-Runner-und-Wile-E.-Coyote-Kurzfilm: Goner with the Wind                                                                              |
| 25              | 25               | The Muh-Muh-Muh-Murder    | Dickies Geheimnis                            | 31. Januar 2012                    | 18. August 2012               | |
| 26              | 26               | Point, Laser Point        | Sylvester sieht rot                          | 7. Februar 2012                    | 25. August 2012               | Merrie Melodies: Alleine am Tisch (OT: Table for One) von Speedy Gonzales Road-Runner-und-Wile-E.-Coyote-Kurzfilm: Ab in die Falle (OT: Shut Your Trap)                                                |

| Nummer (gesamt) | Nummer (Staffel) | Originaltitel                                      | Deutscher Titel                                   | Erstausstrahlung (Cartoon Network) | Erstausstrahlung (Boomerang) | Kurzfilme |
| 27              | 01               | Bobcats on Three!                                  | Alles in Butter!                                  | 2. Oktober 2012                    | 11. Februar 2014             | Merrie Melodies: Laserstrahl (OT: Laser Beam) von Marvin der Marsmensch                                          |
| 28              | 02               | You’ve Got Hate Mail                               | E-Mail um E-Mail, Zahn um Zahn                    | 9. Oktober 2012                    | 10. Februar 2014             | |
| 29              | 03               | Itsy Bitsy Gopher                                  | Die Spinnen, die Hasen!                           | 16. Oktober 2012                   | 12. Februar 2014             | Merrie Melodies: Schnurzbart (OT: Moostache) von Yosemite Sams Schnurrbart                                       |
| 30              | 04               | Rebel Without a Glove                              | Studieren geht über Rebellieren                   | 23. Oktober 2012                   | 13. Februar 2014             | |
| 31              | 05               | Semper Lie                                         | Das glaubt kein Schwein                           | 30. Oktober 2012                   | 14. Februar 2014             | |
| 32              | 06               | Father Figures                                     | Vaterfiguren                                      | 6. November 2012                   | 17. Februar 2014             | |
| 33              | 07               | Customer Service                                   | Was kann ich für Sie tun?                         | 13. November 2012                  | 18. Februar 2014             | |
| 34              | 08               | The Stud, the Nerd, the Average Joe, and the Saint | Der Hengst, der Nerd, der Normalo und der Heilige | 20. November 2012                  | 19. Februar 2014             | |
| 35              | 09               | It’s a Handbag                                     | Nicht alle Tassen im Schrank                      | 27. November 2012                  | 21. Februar 2014             | |
| 36              | 10               | A Christmas Carol                                  | Eine Weihnachtsgeschichte                         | 4. Dezember 2012                   | 20. Februar 2014             | |
| 37              | 11               | We’re in Big Truffle                               | Rüffel statt Trüffel                              | 22. Januar 2013                    | 24. Februar 2014             | |
| 38              | 12               | Dear John                                          | Ein großer amerikanischer Held                    | 29. Januar 2013                    | 25. Februar 2014             | Merrie Melodies: Drifting Apart von Mac und Tosh mit Pete Puma                                                   |
| 39              | 13               | Daffy Duck, Esquire                                | Der Vater der Braut                               | 5. Februar 2013                    | 26. Februar 2014             | |
| 40              | 14               | Spread Those Wings and Fly                         | Breite die Flügel aus und fliege                  | 12. Februar 2013                   | 27. Februar 2014             | |
| 41              | 15               | The Black Widow                                    | Die schwarze Witwe                                | 23. April 2013                     | 28. Februar 2014             | |
| 42              | 16               | Mrs. Porkbunny’s                                   | Die Möhrentorte                                   | 30. April 2013                     | 3. März 2014                 | Merrie Melodies: Stick to My Guns von Yosemite Sam                                                               |
| 43              | 17               | Gribbler’s Quest                                   | Daffy im Kaufrausch                               | 7. Mai 2013                        | 4. März 2014                 | Merrie Melodies: I Love to Sing-A von Gossamer und Parade Float, Originalgesang von Jess Harnell, mit Daffy Duck |
| 44              | 18               | The Grand Old Duck of York                         | Man müsste Klavier spielen können                 | 14. Mai 2013                       | 5. März 2014                 | Merrie Melodies: Daffys Vermächtnis (OT: Daffy’s Legacy) von Daffy Duck mit Bugs Bunny                           |
| 45              | 19               | Ridiculous Journey                                 | Jäger der verlorenen Schätzchen                   | 21. Mai 2013                       | 6. März 2014                 | |
| 46              | 20               | The Shell Game                                     | Ein Sprung in der Schüssel                        | 25. Juni 2013                      | 7. März 2014                 | Merrie Melodies: Wonderful Bugs von Walter Bunny                                                                 |
| 47              | 21               | Year of the Duck                                   | Das Jahr der Ente                                 | 23. Juli 2013                      | 10. März 2014                | |
| 48              | 22               | Gossamer is Awesomer                               | Die Qual der Wahl                                 | 30. Juli 2013                      | 11. März 2014                | |
| 49              | 23               | Here Comes the Pig                                 | Die Hochzeits-Crasher 2.0                         | 13. August 2013                    | 12. März 2014                | |
| 50              | 24               | Mr. Weiner                                         | Mister Wiener                                     | 20. August 2013                    | 13. März 2014                | |
| 51              | 25               | Best Friends Redux                                 | Beste Freunde für immer                           | 27. August 2013                    | 14. März 2014                | Merrie Melodies: Long Eared Drifter, Originalgesang von Damon Jones, mit Bugs Bunny und Daffy Duck               |
| 52              | 26               | SuperRabbit                                        | Super-Rabbit Returns                              | 31. August 2014                    | 17. März 2014                | |